# Sever (Moimenta da Beira)
Sever es una freguesia portuguesa del concelho de Moimenta da Beira. Según el censo de 2021, tiene una población de 515 habitantes.